# 津田美波
津田 美波（つだ みなみ、1989年6月8日 - ）は、日本の女性声優。神奈川県出身。青二プロダクション所属。

## 来歴
子供の頃から将来は声優になろうと思っていたが、アニメに特別な思い入れがあった訳ではなく、姉がアニメーターになるという夢があったため、姉が作ったアニメに声をつけたいという想いから声優になる決意をする。その後歌が好きということもあり、小学4年生から高校3年生まで児童合唱団で活動したほか、中学、高校とも部活は合唱部に所属した。女優・歌手である恩師の伊東恵里の紹介で知り合った富沢美智恵に声優になる方法を直接問い合わせると「青二塾に入りなさい」とアドバイスを受けたことを機に、声優の道に進むことを決め、青二塾に入塾した後、オーディションにより青二プロダクションに所属。
『フラクタル』のフリュネに代表される透明感のある少女役、『ゆるゆり』の船見結衣のように低いトーンの少女役ほか、少年役や人間以外のキャラクターの声もこなす。声優以外でも、『忍たま乱太郎』のミュージカルに出演したり、『七森中☆ごらく部』の一員としてバラエティ番組に出演するなど、活躍の場を広げている。
2012年、10月24日に理沙+ミドリ Starring 津田美波+三上枝織名義で「ボーダーライン／モノローグ」をリリースした。
2013年4月、青二プロダクション「ジュニア所属」から「準所属」になった。
2024年6月8日、橘龍丸との結婚を報告した。

## 人物
アニメ、ゲーム、吹き替えなどで幅広く活躍している。
資格は普通免許（AT限定）を持っている。趣味は食レポ、観劇、男装。特技は相対音感。
座右の銘は「何があっても日はまた昇る」。

## エピソード
趣味の1つに舞台鑑賞を挙げており、『忍たま乱太郎』のミュージカルで知り合った舞台仲間の舞台を観に行ったりしている。『ゆるゆり』の共演者達が自分の舞台を観に来てくれたりもするという。
自身が『ポケットモンスター ベストウイッシュ』に出演していることもあってゲーム『ポケットモンスター ブラック・ホワイト』をプレイしており、特に自身が演じるキバゴは「進化させるキバゴ」、「キバゴのまま強くするキバゴ」、「観賞用のキバゴ」と3匹捕まえている。
犬よりも猫の方が好きであるが、本人は猫アレルギーである。過去に犬を飼っていたこともある。
『ゆるゆり』の船見結衣を演じるに際し、髪型を結衣に合わせて短くした。

## 出演
太字はメインキャラクター。

### テレビアニメ
2010年
- うちの3姉妹（小学生）
- 怪談レストラン（Bちゃん）
- たまごっち!（チビらるらるっち、とこなっち）
- ドラゴンボール改（少女）
- ポケットモンスター ベストウイッシュ（2010年 - 2013年、キバゴ） - 2シリーズ + 特別編
- RAINBOW-二舎六房の七人-（シゲオ）

2011年
- Aチャンネル（女子中学生A）
- ギルティクラウン（集〈幼少期〉、寒川潤、宝田律）
- SKET DANCE（高島早希子）
- 爆丸バトルブローラーズ ガンダリアンインベーダーズ（少女）
- 花咲くいろは（車内販売員）
- フラクタル（フリュネ）
- ゆるゆり（2011年 - 2015年、船見結衣） - 3シリーズ + 特別編
- ONE PIECE（子供、九蛇戦士、女性客）

2012年
- アクセル・ワールド（見田ミチル）
- 妖狐×僕SS（河住小太郎）
- エウレカセブンAO（女性職員）
- 咲-Saki-阿知賀編 episode of side-A（岡橋初瀬）
- 好きっていいなよ。（女子生徒）
- スマイルプリキュア!（尾ノ後きよみ、みちこ、妖精、女子生徒）
- ハイスクールD×D（シーリス）
- プリティーリズム・ディアマイフューチャー（2012年 - 2013年、志々美かりん、リミー）
- BRAVE10（巫女）

2013年
- 蒼き鋼のアルペジオ -アルス・ノヴァ-（四月一日いおり）
- 琴浦さん（友人A）
- 聖闘士星矢Ω（レイ）
- とある科学の超電磁砲 シリーズ（2013年 - 2020年、縦ロール / 帆風潤子） - 2シリーズ
- ファンタジスタドール（ささら）
- ゆゆ式（櫟井唯）
- ロウきゅーぶ!SS（竹中椿）

2014年
- 甘城ブリリアントパーク（サーラマ）
- Wake Up, Girls!シリーズ（2014年 - 2017年、吉川愛） - 2シリーズ
- M3〜ソノ黒キ鋼〜（幼ミナシ）
- ガールフレンド（仮）（鴫野睦）
- ストライク・ザ・ブラッド（萌葱）
- デンキ街の本屋さん（先生）
- ひめゴト（1号、美術部員A、店員、女の子）
- ヒーローバンク（美波南天）
- プリパラ（2014年 - 2017年、シュガー）
- 普通の女子校生が【ろこどる】やってみた。（水元美里）
- モモキュンソード（鬼姫）
- ロボットガールズZ（ジーグさん〈鋼鉄ジーグ〉）

2015年
- アイドルマスター シンデレラガールズ（小日向美穂）
- おくさまが生徒会長!（2015年 - 2016年、三隅倫） - 2シリーズ
- Classroom☆Crisis（領家マコト）
- トリアージX（三倉はな）

2016年
- アイカツスターズ!（2016年 - 2018年、白鳥ひめ） - 2シリーズ
- 紅殻のパンドラ（プロセルピナ）
- 虹色デイズ（小早川杏奈）
- マギ シンドバッドの冒険（パルシネ）

2017年
- けものフレンズ（2017年 - 2019年、ジャガー） - 2シリーズ
- クズの本懐（三戸）
- ID-0（ミクリ・マヤ）
- アイドルマスター シンデレラガールズ劇場（2017年 - 2019年、小日向美穂） - 3シリーズ
- 魔法陣グルグル（メルシィ）

2018年
- citrus（藍原芽衣）
- デスマーチからはじまる異世界狂想曲（リザ・キシュレシガルザ）
- ミイラの飼い方（小学生 空、幼少 空、吽くん）
- ちびまる子ちゃん（2018年 - 2025年、恵美、チュー太郎、タケル）
- ブラッククローバー（2018年 - 2020年、サリー / 謎の魔導士）
- 立花館To Lieあんぐる（夏乃はなび）
- こみっくがーるず（編沢まゆ）
- 3D彼女 リアルガール（2018年 - 2019年、石野ありさ） - 2シリーズ
- ガンダムビルドダイバーズ（カナリ）
- ゲゲゲの鬼太郎（第6作）（恭輔）
- 閃乱カグラ SHINOVI MASTER -東京妖魔篇-（蓮華）

2019年
- ドラえもん（テレビ朝日版第2期）（ぴょん太）
- ブギーポップは笑わない（道元咲子）
- フルーツバスケット（2019年 - 2020年、草摩佳菜） - 2シリーズ
- アイカツオンパレード!（2019年 - 2020年、白鳥ひめ）

2020年
- 群れなせ!シートン学園（斑刃イエナ）
- デュエル・マスターズ キング（安賀里）
- うまよん（エアシャカール）
- アサルトリリィ BOUQUET（天野天葉）
- キングスレイド 意志を継ぐものたち（幼少リヒト）

2021年
- たとえばラストダンジョン前の村の少年が序盤の街で暮らすような物語（リホ）
- 回復術士のやり直し（ノルン / エレン）
- 新幹線変形ロボ シンカリオンZ（2021年 - 2022年、新多シン）
- D_CIDE TRAUMEREI THE ANIMATION（幼い龍平）
- クレヨンしんちゃん（白雪ひめ子）
- サクガン（リンダ）

2022年
- 終末のハーレム（葉句露）
- ドールズフロントライン（PKP）
- デジモンゴーストゲーム（ズバモン）
- BORUTO-ボルト- NARUTO NEXT GENERATIONS（オスカの母）
- デリシャスパーティ♡プリキュア（2022年 - 2023年、セルフィーユ）
- 僕とロボコ（2022年 - 2023年、ボンド）

2023年
- お兄ちゃんはおしまい!（穂月もみじ）
- 魔法使いの嫁 SEASON2（ルーシー・ウェブスター） - 2シリーズ
- スキップとローファー（高嶺十貴子）
- トニカクカワイイ（少女）
- シルバニアファミリー フレアのゴー・フォー・ドリーム!（レベッカ）

2024年
- ループ7回目の悪役令嬢は、元敵国で自由気ままな花嫁生活を満喫する（エルゼ）
- 魔法少女にあこがれて（姉母ネモ / ルベルブルーメ）
- メタリックルージュ（アエス-アリス・マキアス）
- さようなら竜生、こんにちは人生（キーレン）
- 魔王様、リトライ!R（ケール）

2025年
- 不遇職【鑑定士】が実は最強だった（黒姫）
- 君のことが大大大大大好きな100人の彼女（カップル女）
- 転生したら第七王子だったので、気ままに魔術を極めます（サリア）
- ホテル・インヒューマンズ（リンゴ・アデール）
- 傷だらけ聖女より報復をこめて（ディアナ・ペリドット）

### 劇場アニメ
- 劇場版“文学少女”（2010年、井上舞花）
- 劇場版ポケットモンスター ベストウイッシュ ビクティニと黒き英雄 ゼクロム・白き英雄 レシラム（2011年、キバゴ）
- 劇場版ポケットモンスター ベストウイッシュ キュレムVS聖剣士 ケルディオ（2012年、キバゴ）
- メロエッタのキラキラリサイタル（2012年、キバゴ）
- 劇場版ポケットモンスター ベストウイッシュ 神速のゲノセクト ミュウツー覚醒（2013年、キバゴ）
- ピカチュウとイーブイ☆フレンズ（2013年、キバゴ）
- Wake Up, Girls!（2014年 - 2015年、吉川愛[30]） - 3作品[一覧 12]
- 劇場版 プリティーリズム・オールスターセレクション プリズムショー☆ベストテン（2014年、志々美かりん[74]）
- 劇場版 蒼き鋼のアルペジオ -アルス・ノヴァ-（2015年、四月一日いおり[75][76]） - 2作品[一覧 13]
- 劇場版アイカツスターズ!（2016年、白鳥ひめ）
- planetarian 〜星の人〜（2016年、ルツ[77]）
- 劇場版 プリパラ&キラッとプリ☆チャン 〜きらきらメモリアルライブ〜（2018年、志々美かりん）
- Walking Meat（2019年、カオリ[78]）
- ブラッククローバー 魔法帝の剣（2023年、サリー[79]）
- 大室家 dear sisters（2024年、船見結衣）
- ウマ娘 プリティーダービー 新時代の扉（2024年、エアシャカール）

### OVA
2011年
- 戦場のヴァルキュリア3 -誰がための銃瘡-（エイミー・アップル、フレデリカ・リップス）
- とらドラ!（生徒A）
- ピカチュウのサマー・ブリッジ・ストーリー（キバゴ）

2014年
- ゆるゆり なちゅやちゅみ!（船見結衣）

2015年
- 普通の女子校生が【ろこどる】やってみた。 クリスマススペシャル（水元美里）

2016年
- おくさまが生徒会長!（三隅倫） - コミックス第9巻DVD付き特装版
- 虹色デイズ 虹色日和（小早川杏奈） - コミックス第13巻アニメDVD同梱版
- 普通の女子校生が【ろこどる】やってみた。 PV作ってみた。（水元美里）

2017年
- SUPER LOVERS - コミックス第10巻プレミアムアニメDVD付き限定版
- ゆゆ式 「困らせたり、困らされたり」（櫟井唯）
- ガールズ&パンツァー 最終章（2017年 - 2023年、安藤、蜂谷千歳）

2018年
- ウマ娘 プリティーダービー BNWの誓い（エアシャカール）

2022年
- ストライク・ザ・ブラッド FINAL（暁萌葱）

### Webアニメ
2010年代
- ロボットガールズZ プラス（2015年、ジーグさん〈鋼鉄ジーグ〉）
- ガールフレンド（♪）（2016年、鴫野睦）
- 月曜日のたわわ（2016年、トレーナーさん）
- アイドルマスター シンデレラガールズ劇場 火曜シンデレラシアター / Extra Stage（2017年 - 2020年、小日向美穂） - 2シリーズ
- 花咲ク絆ノ浪漫譚（2018年、向日葵）
- スーパードラゴンボールヒーローズ プロモーションアニメ（2019年 - 2021年、カミン、プティン）
- むぎゅっと！ブラッククローバー（2019年、謎の声、偽マリー、謎の占い師、サリー）
- みにゆり（2019年、船見結衣）

2020年代
- CINDERELLA GIRLS 10th Anniversary Celebration Animation ETERNITY MEMORIES（2022年、小日向美穂）
- トミカヒーローズ ジョブレイバー 特装合体ロボ（引越ジョブロイド kokoro）
- うまゆる（2022年 - 2023年、エアシャカール）

### ゲーム
2009年
- 武装神姫 BATTLE RONDO（カブト型MMS ランサメント）

2010年
- イースvs.空の軌跡 オルタナティブ・サーガ（ユエ）
- 仮面ライダー クライマックスヒーローズ シリーズ（2010年 - 2012年、仮面ライダーファム） - 3作品
- ゴッドイーター バースト（プレイヤーボイス）

2011年
- 戦場のヴァルキュリア3 -Unrecorded Chronicles-（エイミー・アップル、フレデリカ・リップス）
- テイルズ オブ ザ ワールド レディアント マイソロジー3（ヒーローズボイス）
- ヴァイスシュヴァルツ ポータブル（襟沢英）
- ポケパーク2 〜Beyond the World〜

2012年
- アイドルマスター シンデレラガールズ（2012年 - 2024年、小日向美穂） - 3作品
- アンチェインブレイズ エクシヴ（エミル、オリエ）
- ギルティクラウン ロストクリスマス（桜満集）
- クロヒョウ2 龍が如く 阿修羅編（仁美）
- 新・剣と魔法と学園モノ。刻の学園（パーカー）
- 心霊カメラ 〜憑いてる手帳〜
- Beast Breakers（長妻陽菜）
- プリティーリズム（かりん）

2013年
- ガールフレンド（仮）（鴫野睦）
- カオス ヒーローズ オンライン（ストーンコールド、シャピナ）
- 幻獣姫（ルサルカ）
- 月英学園 -kou-
- 戦場のヴァルキュリアDUEL（マーヤ・レンブラント）
- シャイニング・アーク（カール）
- ドラゴンタクティクス∞（トリフェ）
- ファンタジスタドール ガールズロワイヤル（ささら）

2014年
- Wake Up, Girls! ステージの天使（吉川愛）
- 激突! ブレイク学園（先生）
- 討鬼伝 極（暦）
- ハイスクールD×D NEW FIGHT（シーリス）
- ヒーローバンク2（美波南天）
- 魔装詠唱バトルスター（清瀬アオバ）
- 嫁コレ（ささら）
- ロウきゅーぶ! ないしょのシャッターチャンス（竹中椿）
- ロボットガールズZ ONLINE（ジーグさん〈鋼鉄ジーグ〉）

2015年
- 御城プロジェクト（和歌山城、久慈城）
- 音速少女隊 -Photon Angels-（ナスチャ）
- ガールフレンド（♪）（鴫野睦）
- CLOSERS（ミスティルテイン）
- けものフレンズ（フリシアン）
- ゴッドイーター リザレクション（プレイヤーボイス）
- ザクセスヘブン リベリオン（こがね、紅梅）
- 神撃のバハムート（モエル）
- 新甲虫王者ムシキング（甲本シュウ）
- 戦国姫譚MURAMASA-雅-（岡部元信、立花道雪、上杉謙信）
- 閃乱カグラ ESTIVAL VERSUS -少女達の選択-（蓮華）
- 電撃文庫 FIGHTING CLIMAX IGNITION（レン）
- ミラクルガールズフェスティバル（船見結衣）
- ゆるかみ!（港ミライ、木更津あい、磐城あんな、水戸名とうこ、箱根らん）
- ワールド エンド エクリプス（アキナ）

2016年
- アイカツスターズ！ Myスペシャルアピール（白鳥ひめ）
- アイカツ! フォトonステージ!!（白鳥ひめ）
- アリスオーダー（川島美世、九鬼谷ゆま、島田有緒、乃木坂里奈）
- いけにえと雪のセツナ（クオン）
- ヴァンパイア†ブラッド月戯（花厳詩保）
- エンドライド -X fragments-（ハルカ）
- 御城プロジェクト:RE〜CASTLE DEFENSE〜（萩城、長門指月城）
- クイズRPG 魔法使いと黒猫のウィズ（リタ・バニスター）
- 真・三國無双 英傑伝（黎霞）
- 誰ガ為のアルケミスト（アルベル）
- データカードダス アイカツスターズ!（白鳥ひめ）
- 天穹のアルクルス（スピカ・グランツ）
- ドラゴンボールヒーローズ ゴッドミッション7弾（プティン）
- HIDE AND FIRE（アイリーン）
- ファンタジーウォータクティクス（ヘラ、ミュー）
- 編隊少女 -フォーメーションガールズ-（安塚一花）

2017年
- スーパードラゴンボールヒーローズ（魔神プティン）
- 蒼き革命のヴァルキュリア（サラ・ベナー）
- 閃乱カグラ PEACH BEACH SPLASH（蓮華）
- 白猫プロジェクト（マナ）
- 黒騎士と白の魔王（プレイヤーボイス〈可愛らしい少女〉）
- ヴァルキリーコネクト（マテリア、サンドラ）
- 白猫テニス（マナ）
- Shadowverse（フィト、ルー、ロレア）
- DEAD OR ALIVE Xtreme Venus Vacation（みさき）
- ファントム オブ キル（アルベル）
- きららファンタジア（2017年 - 2022年、櫟井唯、編沢まゆ）

2018年
- Re:ステージ!プリズムステップ（船見結衣）
- データカードダス アイカツフレンズ！（白鳥ひめ）
- シノビマスター 閃乱カグラ NEW LINK（蓮華）
- クイズRPG 魔法使いと黒猫のウィズ（リタ）
- 温泉むすめ ゆのはなこれくしょん（磐梯熱海 萩）
- 電撃文庫：CROSSING VOID（レン） - 海外向けアプリゲーム
- アズールレーン（クインシー、ヴィンセンス）
- ゴッドイーター3（エイミー・クリサンセマム）
- テイルズ オブ ザ レイズ ミラージュプリズン（セシリィ）

2019年
- 47 HEROINES（一条谷空）
- ビーナスイレブンびびっど！（蓮華）
- スーパードラゴンボールヒーローズ ワールドミッション（プティン、魔神グレイビー）
- とある魔術の禁書目録 幻想収束（帆風潤子）
- けものフレンズ3（ジャガー）
- データカードダス アイカツオンパレード！（白鳥ひめ）
- 逆転オセロニア（フリジア）

2020年
- ブレイドエクスロード（ラナ）
- 一騎当千 エクストラバースト（紫陽）

2021年
- ウマ娘 プリティーダービー（2021年 - 2024年、エアシャカール）
- アサルトリリィ Last Bullet（天野天葉）
- テトテ×コネクト（相馬みやこ）
- カウンターサイド（シルビア・レナ・クーパー）

2022年
- トライアングルストラテジー（フレデリカ・エスフロスト）
- ゼノブレイド3（ミオ、エム）
- グランブルーファンタジー（2022年 - 2024年、スイ）
- たとえばラストダンジョン前の村の少年が序盤の街で暮らすような物語〜ドタバタ英雄譚〜（リホ）

2024年
- ファイアーエムブレム ヒーローズ（2024年 - 2025年、バルドル）

### ドラマCD
2010年
- ドラマCD アルトネリコ3 世界終焉の引鉄は少女の詩が弾く sideフィンネル〜After story〜（アルマ）
- ドラマCD版 “文学少女”と 繋がれた愚者 【後篇】（井上舞花）

2012年
- Cobalt星（スタア）7 ドラマCD Platinum 三千寵愛在一身（桜霞）
- ゆるゆり 激論!ミラクるん現象に迫る（船見結衣）※コミックス第8巻ドラマCD付き限定版に同梱
- スペシャルCD 消臭妖精ノール デオフェアリー・ノールと秘密の部屋（ミチル）※「ノールとエリカのShow!Shoot!Night」番組公式ファンブック付録

2013年
- ドラマCD ペルソナ4 ザ・ゴールデン Vol.1（真衣）
- デンキ街の本屋さん 〜うまのほねの人々〜（先生）
- アイドルマスター シンデレラガールズ コミックアンソロジー cute VOL.2 付属 キュートなドラマCD（小日向美穂）
- ゆゆ式 If you want to be happy, be.（櫟井唯）
- ちゃんおぷ的な!ドラマ（河野凛）

2014年
- ちゃんおぷ的ドラマ 〜四葉のリフレッシュ休暇 feat.凛&さくら 女子旅妄想会議!〜（河野凛）
- Pacemaker Drama CD 〜わくわく学園ライフ☆かよとゆかいな仲間達〜（河野凛）
- Wake Up, Girls! ショートでごめんね（吉川愛）
- ドラマCD「日向美ビタースイーツ♪〜SWEET SMILE COLLECTION〜」 Vol.1、Vol.5（和泉一舞）
- 虹色デイズ（小早川杏奈）※コミックス第7巻ドラマCD付き限定版に同梱
- THE IDOLM@STER CINDERELLA GIRLS 2ndLIVE PARTY M@GIC!! PARTY M@GIC SPECIAL ドラマCD PARTY TIMEは終わらない（小日向美穂）
- 甘城ブリリアントパーク ドラマCD（サーラマ）

2015年
- ロボットガールズZ ゲッターロボ號 特別ドラマCD 後編（ジーグさん〈鋼鉄ジーグ〉）※「ゲッターロボ號 DVD-COLLECTION」Vol.2初回封入特典
- citrus（藍原芽衣）※コミックス第4巻ドラマCD付き特装版に同梱
- 普通の女子校生が【ろこどる】やってみた。『みらいの誕生日』（水元美里）※コミックス第4巻ドラマCD付き特装版に同梱
- 普通の女子校生が【ろこどる】やってみた。『奈々子の日常篇』（水元美里）※「普通の女子校生が【ろこどる】やってみた。ソング&ドラマアルバム〜いつでも元気!ななちゃんと…〜」オリジナルCDドラマ
- モモキュンソード すぺしゃるCD 鬼（鬼姫）
- ゆゆ式 おいしい毎日（櫟井唯）※ゆゆ式 Blu-ray BOX初回限定生産特典

2016年
- THE IDOLM@STER CINDERELLA GIRLS ICHIBAN KUJI ORIGINAL CD（小日向美穂）

2017年
- 劇場版アイカツスターズ! オリジナルドラマCD キラメキ☆ジェットストリーム 〜帰るまでがお仕事です!〜（白鳥ひめ）※Blu-ray&DVD豪華版、アイカツ☆アイランドBOXに同梱
- ゆゆ式 王さまの日常（櫟井唯）※ゆゆ式 OVA初回限定版特典

2018年
- PとJK（本谷歌子）※コミックス第11巻CD付き特装版に同梱
- TVアニメ/データカードダス『アイカツ!』&『アイカツスターズ!』スペシャルドラマCD 目指せアイカツ武道館!レッツ☆すごろく大会!（白鳥ひめ）
- 立花館To Lieあんぐる（夏乃はなび）※コミックス第6巻ドラマCD付き特装版に同梱
- ウマ娘 プリティーダービー STARTING GATE 12（エアシャカール）

2019年
- 回復術士のやり直し（エレン）※小説5巻オリジナルドラマCD付き同梱版
- お兄ちゃんはおしまい! Vol.2 - 3（2019年 - 2021年、穂月もみじ）※同人作品
- 光る猫爪（朝倉剛）※「ミナミ(Voyish) as 津田美波」として出演

2020年
- デスマーチからはじまる異世界狂想曲（リザ・キシュレシガルザ）※小説19巻ドラマCD付き特装版に同梱
- たとえばラストダンジョン前の村の少年が序盤の街で暮らすような物語（リホ）※小説9巻ドラマCD付き特装版に同梱
- ねこぐらし。（ペルシャ猫）※ダウンロード専売

2022年
- 蒼き鋼のアルペジオ（四月一日いおり） - 第24巻ドラマCD付き特装版

### ラジオドラマ
- 青山二丁目劇場
  - コンシェルジュ（増岡悦美）
  - 妹なんかになりたくない!（山岸恭子）
  - 三丁目の夕日 夕焼けの詩〜秋編〜 私小説（飲み屋の女）
  - 流氷の秘密（トモコ）
- 戦場のラジキュリア（マーヤ・エインズレイ）[185]

### 吹き替え

#### ドラマ
- グッド・ワイフ（シャノン）
- ゲーム・オブ・スローンズ（サンサ・スターク〈ソフィー・ターナー〉）

#### アニメ
- ジェイクとネバーランドのかいぞくたち（カビー）
- 卓球少女 -閃光のかなたへ-（ジャオ・スーチン[186]）
- ムーミン谷のなかまたち（スノークのおじょうさん[187]）

### ラジオ
※はインターネット配信。
- ハマテレビジョン（2011年[188] - 2014年、超!A&G+※）
- ゆりゆららららゆるゆり放送室（2011年 - 2016年、ラジオ大阪・HiBiKi Radio Station※・音泉※）
- 津田美波の華劇ラヂヲ（2011年、バナフェス!ラジオ※）
- 有楽町モバイルラジオ研究所（2011年、ニッポン放送）
- a-FANFAN（2012年 - 2013年、USEN）
- 桃キュンRADIO〜お供して下さい〜（2012年 - 2013年、音泉※）[189]
- M×M×S【津田ちゃんとラジオ】（2013年 - 、USEN）[190]
- 戦場のラジキュリア（2013年 - 2015年、音泉※）[191]
- 津田のラジオ「っだー!!」（2014年 - 、超!A&G+※）
- 津田美波のラジオ モモキュンソード!（2014年、ラジオ大阪・HiBiKi Radio Station※）
- 津田美波と一木千洋のおじゃましまーす!（2014年 - 2015年、funラジオ※）
- ラジオ おくさまが生徒会長! パーソナリティが風紀委員会!（2015年、ラジオ関西）
- ラジオ モモキュンソード R!（2015年、HiBiKi Radio Station※）[192]
- HIDE AND FIRE -ハイドアンドファイア- カクれて、ヨケて、撃ちまくるラジオ!（2016年、音泉※）
- HIDE AND FIRE -ハイドアンドファイア- カクれて、ヨケて、撃ちまくるラジオ!リターンズ!!（2017年、音泉※）
- Radio citrus secret love affair ×××.（2017年 - 2018年、音泉※）[193]

### ラジオCD
- ラジオCD「ゆゆ式放送部」#1〜#6（2013年）※TVアニメ「ゆゆ式」Blu-ray第1巻〜第6巻初回限定版特典
- ID-0ラジオ風CD「ID-0 元祖掘削アカデミー」（2017年）※【Amazon.co.jp限定】 ID-0 Blu-ray BOX 特装限定版特典
- ラジオCD「Radio citrus secret love affair ×××.」Vol.1（2018年）

### テレビ番組
※はインターネット配信。
- ゆるゆりTV（2011年 - 2013年、ニコニコ動画※）
- 声優シェアハウス 津田美波の津田家-TSUDAYA-（2015年 - 、アイドル専門チャンネルPigoo※）[194]
- アニメマシテ（2015年、テレビ東京）MC
- 津田美波のエンドライブ!!（2016年 - 2017年、FRESH! by CyberAgent※）[195]
- ラッピーxワッピー（2016年 - 、読売テレビ）ラッピーの声[196]
- みみより!解説（2024年 - 、NHK総合） - みみちゃんの声[197][198]

### ナレーション
- 坂上どうぶつ王国（2018年 - フジテレビ）
  - 映画「ペット2」公開記念!坂上どうぶつ王国 特別編（2019年7月20日、フジテレビ）

### 舞台
- ミュージカル 忍たま乱太郎（2010年、シゲ）
- 声の優れた俳優によるドラマリーディング日本文学名作選vol.4「三四郎/門」（2017年、紀伊國屋サザンシアター TAKASHIMAYA）[199]

### 邦画
- 携帯彼氏+（佐々木理沙）

### 映像商品
- チンチロリン鉄道の旅 新宿・高尾山21駅ぷらす1（2012年）
- チンチロリンドライブの旅！ 東京〜浜名湖 21STOP+1（2012年）
- 七森中♪りさいたる（2012年）
- ごらく部な地球の歩き方 〜ドイツ編〜 / 〜香港編〜（2012年）
- 七森中♪うたがっせん（2012年）
- チンチロリン鉄道の旅。になったらいいな！！ 山手線一周 WALK or TRAIN 29（2013年）
- 七森中♪ふぇすてぃばる（2013年）
- 夏だ!まつりだ!!!全員集合└(б∇б)┘ごらく部☆なちゅまつり（2013年）
- ラジオ アイドルマスター シンデレラガールズ『デレラジ』DVD Vol.3（2013年）
- THE IDOLM@STER CINDERELLA GIRLS 1stLIVE WONDERFUL M@GIC!!（2014年）[200]
- 声優ゆめ日記〜津田美波〜（2014年）
- ハマテレ的卒業旅行!チンチロリン 温泉満喫＋どーん!（2014年）
- RO-KYU-BU! LIVE 2013-FINAL GAME-（2014年）
- Wake Up, Girls! 1st LIVE TOUR 素人臭くてごめんね!/Wake Up, Girls! Festa.2014 Winter 〜Wake Up, Girls! VS I-1club〜（2015年）
- 津田のラジオ「っだー!!」ファンディスク Vol.1 - 2（2015年）
- 七森中☆さみっと（2015年）
- ごらく部な地球の歩き方 〜七森中☆ごらく部のなちゅやちゅみ!〜 きゃんぷ編 / まちあるき編（2015年）
- 七森中♪やがいふぇす（2015年）
- THE IDOLM@STER CINDERELLA GIRLS 3rdLIVE シンデレラの舞踏会 -Power of Smile- Blu-ray Day1（2016年）[201]
- MARINE COLLECTION LIVE 2016 TWINKLING+ STAR MUSIC VIDEO（2016年）
- 七森中♪はっぴ〜ぱ〜てぃ〜（2016年）
- THE IDOLM@STER CINDERELLA GIRLS 4thLIVE TriCastle Story Blu-ray BOX（2017年）

### CM
- ダンロップ ROAD TO YOU〜君へと続く道〜（マイ[202]）

### その他コンテンツ
- バナフェス!タウン「華劇」（2011年、衣川祥子）
- ふじびじ（2011年、フジテレビ 情報発信サイト内 インタビュー）
- 美声時計.R（2011年）
- 桃キュン剣 星と黄金の太刀（2012年、第5話・第6話・第17話・第24話・第25話朗読。および第16話にも参加）
- ひなビタ♪（2012年、和泉一舞）
- ファンタジスタドール アニメ公式アプリ（2013年、ささら[203]）
- モモキュンソード 雪と白銀の少女（2013年、第7話・第8話・第17話・第18話・第23話 - 第25話朗読）
- Pacemaker応援キャラクター（2013年、河野凜[204]）
- citrus PV映像（2014年、藍原芽衣[205]）
- CRモモキュンソード〜星と黄金の太刀〜（2014年、鬼姫[206]）
- CRモモキュンソード3（2016年、鬼姫[207]）
- 声優オリジナルパソコン「Type:YOU」第19弾 TYPE33 津田美波モデル（2016年）[208]
- コミック「出会って5秒でバトル」PV ユーリver.（2017年、天翔優利[209]）
- ジャガーン コミックPR動画（2017年、川本クララベル[210]）
- 温泉むすめ（磐梯熱海 萩[211]）
- スマホを落としただけなのに オーディオブック（2018年）
- ムーミン谷への招待状（2019年、NHK総合、語り）

## ディスコグラフィ

### シングル
| 発売日        | タイトル                             | 規格品番  | 規格品番  | オリコン最高位 | 備考                                              |
| 発売日        | タイトル                             | 豪華盤    | 通常盤    | オリコン最高位 | 備考                                              |
| ------------- | ------------------------------------ | --------- | --------- | -------------- | ------------------------------------------------- |
| 2015年7月8日  | Shiny Eyes                           | MESC-0150 | MESC-0151 | 41位           | Webラジオ『津田のラジオ「っだー!!」』テーマソング |
| 2016年4月20日 | Lasting Glider's Gate/青のリフレイン | MESC-0169 | MESC-0170 | 41位           | Webラジオ『津田のラジオ「っだー!!」』テーマソング |

### キャラクターソング
| 発売日   | 商品名 | 歌 | 楽曲 | 備考                                                                             |
| 2011年   | 2011年 | 2011年 | 2011年 | 2011年                                                                           |
| -------- | --- | --- | --- | -------------------------------------------------------------------------------- |
| 8月17日  | ゆるゆりのうたシリーズ♪ 02 ごゆるりワールド                                                                     | 船見結衣（津田美波） | 「ごゆるりワールド」 「クールナンバー」 | テレビアニメ『ゆるゆり』関連曲                                                   |
| 2012年   | | | |                                                                                  |
| 2月15日  | ゆるゆりのうた♪あるばむ「あい♥かわらず…。」                                                                     | 船見結衣（津田美波） | 「恋の罰金バッキンガム!（結衣♪ば〜じょん）」 | テレビアニメ『ゆるゆり』関連曲                                                   |
| 2月15日  | ゆるゆりのうた♪あるばむ「あい♥かわらず…。」                                                                     | 歳納京子（大坪由佳）、船見結衣（津田美波） | 「パジャマ旅行」 | テレビアニメ『ゆるゆり』関連曲                                                   |
| 8月1日   | ゆるゆり♪♪ みゅ〜じっく04 Eかげん☆YUIかげん                                                                     | 船見結衣（津田美波） | 「Eかげん☆YUIかげん」 「TON! TON! TON!」 | テレビアニメ『ゆるゆり♪♪』関連曲                                                 |
| 10月24日 | ボーダーライン / モノローグ                                                                                     | 理沙（津田美波）、ミドリ（三上枝織） | 「ボーダーライン」 「モノローグ」 | 映画『携帯彼氏+』主題歌                                                          |
| 12月19日 | プリズムソング・コレクション「Life is just a miracle」                                                          | Prizmmy☆ぼいすアクトレス | 「Life is Just a Miracle 〜生きているって素晴らしい〜」                                                                                             | テレビアニメ『プリティーリズム・ディアマイフューチャー』オープニングテーマ       |
| 12月19日 | プリズムソング・コレクション「Life is just a miracle」                                                          | P&P | 「サンキュッ!!」 | テレビアニメ『プリティーリズム・ディアマイフューチャー』挿入歌                   |
| 12月19日 | ゆるゆり♪♪ すぺしゃるなさうんどCD その4『ゆっ、結衣先輩、幸せですぅ〜!』                                        | 船見結衣（津田美波）、吉川ちなつ（大久保瑠美） | 「ガールズパワーで」 | テレビアニメ『ゆるゆり♪♪』エンディングテーマ                                     |
| 2013年   | | | |                                                                                  |
| 1月23日  | THE IDOLM@STER CINDERELLA MASTER 011 小日向美穂                                                                 | 小日向美穂（津田美波） | 「Naked Romance」 | ゲーム『アイドルマスター シンデレラガールズ』関連曲                              |
| 2月6日   | ゆるゆりのうた♪ あるばむ2「はいっ! テ・ウ・ガ♪ 〜High Tension Ultra girls〜」                                   | ゆるゆり★ライブすたぁ〜ず！ | 「え〜る♪ -ゆるゆり★ライブすたぁ〜ず! バージョン-」                                                                                                 | テレビアニメ『ゆるゆり♪♪』関連曲                                                 |
| 2月6日   | ゆるゆりのうた♪ あるばむ2「はいっ! テ・ウ・ガ♪ 〜High Tension Ultra girls〜」                                   | 船見結衣（津田美波） | 「つんつんバラード」 | テレビアニメ『ゆるゆり♪♪』関連曲                                                 |
| 2月6日   | ゆるゆりのうた♪ あるばむ2「はいっ! テ・ウ・ガ♪ 〜High Tension Ultra girls〜」                                   | 船見結衣（津田美波）、吉川ちなつ（大久保瑠美） | 「ガールズパワーで【TVサイズ】」 | テレビアニメ『ゆるゆり♪♪』関連曲                                                 |
| 2月6日   | イブの時代っ!                                                                                                   | 日向美ビタースイーツ♪ | 「イブの時代っ!」 | 音楽配信企画『ひなビタ♪』関連曲                                                  |
| 4月10日  | THE IDOLM@STER CINDERELLA M@STER お願い!シンデレラ                                                              | THE IDOLM@STER CINDERELLA GIRLS | 「お願い!シンデレラ（M@STER VERSION）」 | ゲーム『アイドルマスター シンデレラガールズ』テーマソング                        |
| 4月10日  | THE IDOLM@STER CINDERELLA M@STER お願い!シンデレラ                                                              | CINDERELLA GIRLS for Cute! | 「お願い!シンデレラ（Cute VERSION）」 | ゲーム『アイドルマスター シンデレラガールズ』テーマソング                        |
| 4月17日  | せーのっ! | 情報処理部 | 「せーのっ!」 | テレビアニメ『ゆゆ式』オープニングテーマ                                         |
| 4月17日  | せーのっ! | 情報処理部 | 「セツナイロ」 | テレビアニメ『ゆゆ式』イメージソング                                             |
| 6月5日   | YURUYURI♪ 1st.Series BestAlbum ゆるゆりずむ♪                                                                    | 船見結衣（津田美波） | 「ごゆるりワールド」 「クールナンバー」 | テレビアニメ『ゆるゆり』関連曲                                                   |
| 7月17日  | TVアニメ「ゆゆ式」キャラクターソングアルバム いちげんめ!                                                        | 情報処理部 | 「せーのっ!」 「ミラクルファンシー」 「セツナイロ」 「なんつってっつちゃった」                                                                      | テレビアニメ『ゆゆ式』関連曲                                                     |
| 7月17日  | TVアニメ「ゆゆ式」キャラクターソングアルバム いちげんめ!                                                        | 櫟井唯（津田美波） | 「friends」 | テレビアニメ『ゆゆ式』関連曲                                                     |
| 7月17日  | 今よ!ファンタジスタドール                                                                                       | 鵜野うずめ（大橋彩香）、ささら（津田美波）、カティア（徳井青空）、しめじ（赤﨑千夏）、マドレーヌ（大原さやか）、小明（長谷川明子） | 「今よ!ファンタジスタドール」 | テレビアニメ『ファンタジスタドール』オープニングテーマ                           |
| 7月17日  | DAY by DAY | 鵜野うずめ（大橋彩香）、ささら（津田美波）、カティア（徳井青空）、しめじ（赤﨑千夏）、マドレーヌ（大原さやか）、小明（長谷川明子） | 「DAY by DAY」 | テレビアニメ『ファンタジスタドール』エンディングテーマ                           |
| 7月17日  | DAY by DAY | ささら（津田美波）、カティア（徳井青空）、しめじ（赤﨑千夏）、マドレーヌ（大原さやか）、小明（長谷川明子） | 「いつもみんな一緒」 | テレビアニメ『ファンタジスタドール』関連曲                                       |
| 7月17日  | 凛として咲く花の如く 〜ひなビタ♪edition〜                                                                       | 日向美ビタースイーツ♪ | 「凛として咲く花の如く 〜ひなビタ♪edition〜」 | 音楽配信企画『ひなビタ♪』関連曲                                                  |
| 8月10日  | モモキュンソード オリジナルキャラソンDVD＋CDセット                                                              | 鬼姫（津田美波） | 「キズナ」 | Webライトノベル『モモキュンソード』エンディングテーマ                            |
| 8月21日  | ロウきゅーぶ!SS Character Songs 慧心学園初等部女子ミニバスケットボール部5年生チーム                             | 慧心学園初等部女子ミニバスケットボール部5年生チーム | 「下級生Groove!」 「どきどきすること」 「チョーゼツよくできました◎」                                                                                | テレビアニメ『ロウきゅーぶ!SS』関連曲                                            |
| 9月18日  | ファンタジスタドール Character Song !! vol.2                                                                    | ささら（津田美波） | 「With You」 | テレビアニメ『ファンタジスタドール』関連曲                                       |
| 9月18日  | ファンタジスタドール Character Song !! vol.2                                                                    | ささら（津田美波）、カティア（徳井青空）、しめじ（赤﨑千夏）、マドレーヌ（大原さやか）、小明（長谷川明子） | 「いつもみんな一緒（ニルギリス Remix）」 | テレビアニメ『ファンタジスタドール』関連曲                                       |
| 9月18日  | ひなビタ♪ ORIGINAL SOUNDTRACK                                                                                   | 日向美ビタースイーツ♪ | 「イブの時代っ!」 | 音楽配信企画『ひなビタ♪』関連曲                                                  |
| 9月18日  | ひなビタ♪ ORIGINAL SOUNDTRACK                                                                                   | 日向美ビタースイーツ♪ | 「凛として咲く花の如く〜ひなビタ♪ edition〜」 | 音楽配信企画『ひなビタ♪』関連曲                                                  |
| 9月18日  | ひなビタ♪ ORIGINAL SOUNDTRACK                                                                                   | 日向美ビタースイーツ♪ | 「ひなちくんのうた（まり花&一舞ver）」 | 音楽配信企画『ひなビタ♪』関連曲                                                  |
| 10月9日  | THE IDOLM@STER CINDERELLA MASTER Cute jewelries! 001                                                            | 双葉杏（五十嵐裕美）、前川みく（高森奈津美） 、島村卯月（大橋彩香）、小日向美穂（津田美波）、安部菜々（三宅麻理恵） | 「アタシポンコツアンドロイド」 「ススメ☆オトメ 〜jewel parade〜」                                                                                   | ゲーム『アイドルマスター シンデレラガールズ』関連曲                              |
| 10月9日  | THE IDOLM@STER CINDERELLA MASTER Cute jewelries! 001                                                            | 小日向美穂（津田美波） | 「遠く遠く」 | ゲーム『アイドルマスター シンデレラガールズ』関連曲                              |
| 10月25日 | ファンタジスタドール Blu-ray&DVD 第2巻 特典CD                                                                   | ささら（津田美波） | 「今よ! ファンタジスタドール（ささらオンリーバージョン）」                                                                                          | テレビアニメ『ファンタジスタドール』関連曲                                       |
| 11月13日 | カタルシスの月                                                                                                  | 日向美ビタースイーツ♪ | 「カタルシスの月」 | 音楽配信企画『ひなビタ♪』関連曲                                                  |
| 11月27日 | ロウきゅーぶ!SS BD・DVD第3巻特典CD                                                                              | 竹中椿（洲崎綾）、竹中柊（津田美波） | 「ツインだもんWIN!」 | テレビアニメ『ロウきゅーぶ!SS』関連曲                                            |
| 2014年   | | | |                                                                                  |
| 1月29日  | ロボットガールズZ                                                                                               | きかい♡少女隊 | 「ロボットガールズZ」 | テレビアニメ『ロボットガールズZ』オープニングテーマ                              |
| 3月19日  | Bitter Sweet Girls!                                                                                             | 日向美ビタースイーツ♪ | 「イブの時代っ!」 | 音楽配信企画『ひなビタ♪』関連曲                                                  |
| 3月19日  | Bitter Sweet Girls!                                                                                             | 日向美ビタースイーツ♪ | 「凛として咲く花の如く〜ひなビタ♪ edition〜」 | 音楽配信企画『ひなビタ♪』関連曲                                                  |
| 3月19日  | Bitter Sweet Girls!                                                                                             | 日向美ビタースイーツ♪ | 「カタルシスの月」 | 音楽配信企画『ひなビタ♪』関連曲                                                  |
| 3月19日  | Bitter Sweet Girls!                                                                                             | 日向美ビタースイーツ♪ | 「走れメロンパン」 | 音楽配信企画『ひなビタ♪』関連曲                                                  |
| 3月26日  | リトル・チャレンジャー                                                                                          | I-1club | 「リトル・チャレンジャー」 | 劇場アニメ『Wake Up, Girls! 七人のアイドル』挿入歌                               |
| 3月26日  | リトル・チャレンジャー                                                                                          | I-1club | 「シャツとブラウス」 | 劇場アニメ『Wake Up, Girls! 七人のアイドル』挿入歌                               |
| 4月5日   | THE IDOLM@STER CINDERELLA GIRLS 1st LIVE WONDERFUL M@GIC!! "お願い!シンデレラ" ソロ・リミックス                 | 小日向美穂（津田美波） | 「お願い!シンデレラ（M@STER VERSION）」 | ゲーム『アイドルマスター シンデレラガールズ』関連曲                              |
| 4月23日  | 極上スマイル | I-1club | 「極上スマイル」 「ジェラ」 | テレビアニメ『Wake Up, Girls!』挿入歌                                            |
| 5月28日  | ロボットガールズZ ソングアルバム1                                                                               | ジーグさん（津田美波） | 「マグネットライフ」 | テレビアニメ『ロボットガールズZ』関連曲                                          |
| 5月28日  | ロボットガールズZ ソングアルバム2                                                                               | きかい♡少女隊 | 「ロボットガールズZ」 | テレビアニメ『ロボットガールズZ』オープニングテーマ                              |
| 6月6日   | 蒼き鋼のアルペジオ -アルス・ノヴァ- BD・DVD第6巻特典CD                                                          | 八月一日静（東山奈央）、四月一日いおり（津田美波） | 「Expose」 | テレビアニメ『蒼き鋼のアルペジオ -アルス・ノヴァ-』関連曲                        |
| 8月16日  | YURUYURI duet BEST ALBUM ゆるゆりずむ♪でゅえっと                                                                | 赤座あかり（三上枝織）、船見結衣（津田美波） | 「はぁと☆チェイス」 | テレビアニメ『ゆるゆり』関連曲                                                   |
| 8月26日  | 都会征服Girls☆                                                                                                  | 日向美ビタースイーツ♪ | 「都会征服Girls☆」 | 音楽配信企画『ひなビタ♪』関連曲                                                  |
| 10月1日  | 桃唄大全集! | 桃子（竹達彩奈）、鬼姫（津田美波） | 「ふたつの奇跡」 「Rival≒Friend」 | テレビアニメ『モモキュンソード』挿入歌                                           |
| 10月22日 | エレメンタリオで会いましょう!                                                                                   | BRILLIANT4 | 「エレメンタリオで会いましょう!」 | テレビアニメ『甘城ブリリアントパーク』エンディングテーマ                         |
| 10月22日 | エレメンタリオで会いましょう!                                                                                   | BRILLIANT4 | 「素晴ラシキFUN!TASY」 | テレビアニメ『甘城ブリリアントパーク』関連曲                                     |
| 10月29日 | two-Dimension's Love                                                                                            | denk!girls | 「two-Dimension's Love」 「目覚めよ女子力」 | テレビアニメ『デンキ街の本屋さん』エンディングテーマ                             |
| 11月19日 | 甘城ブリリアントパーク キャラクターソング集                                                                     | BRILLIANT4 | 「+ユニバース」 | テレビアニメ『甘城ブリリアントパーク』関連曲                                     |
| 12月17日 | DENK!SONGS2 | 先生（津田美波） | 「嗚呼、いつか．．．」 | テレビアニメ『デンキ街の本屋さん』関連曲                                         |
| 2015年   | | | |                                                                                  |
| 1月13日  | 乙女繚乱 舞い咲き誇れ                                                                                           | 日向美ビタースイーツ♪ | 「乙女繚乱 舞い咲き誇れ」 | 音楽配信企画『ひなビタ♪』関連曲                                                  |
| 2月18日  | THE IDOLM@STER CINDERELLA GIRLS ANIMATION PROJECT 01 Star!!                                                     | 高垣楓（早見沙織）、城ヶ崎美嘉（佳村はるか）、小日向美穂（津田美波）、十時愛梨（原田ひとみ）、川島瑞樹（東山奈央）、日野茜（赤﨑千夏）、輿水幸子（竹達彩奈）、佐久間まゆ（牧野由依）、白坂小梅（桜咲千依） | 「お願い!シンデレラ」 | テレビアニメ『アイドルマスター シンデレラガールズ』挿入歌                        |
| 3月25日  | Chocolate Smile Girls!!                                                                                         | 日向美ビタースイーツ♪ | 「都会征服Girls☆」 | 音楽配信企画『ひなビタ♪』関連曲                                                  |
| 3月25日  | Chocolate Smile Girls!!                                                                                         | 日向美ビタースイーツ♪ | 「乙女繚乱 舞い咲き誇れ」 | 音楽配信企画『ひなビタ♪』関連曲                                                  |
| 3月25日  | Chocolate Smile Girls!!                                                                                         | 日向美ビタースイーツ♪、ここなつ | 「チョコレートスマイル」 | 音楽配信企画『ひなビタ♪』関連曲                                                  |
| 4月1日   | ゆゆ式「よんげんめ」櫟井 唯編                                                                                   | 櫟井唯（津田美波） | 「わたしのキモチ」 「friends feat 亜沙」 「せーのっ! -TV Edit 櫟井唯 Ver.-」                                                                        | テレビアニメ『ゆゆ式』関連曲                                                     |
| 4月22日  | Enjoy!! | サーラマ（津田美波） | 「Enjoy!!」 「エレメンタリオで会いましょう!［サーラマ ソロver.］」 「素晴ラシキFUN!TASY［サーラマ ソロver.］」 「+ユニバース［サーラマ ソロver.］」 | テレビアニメ『甘城ブリリアントパーク』関連曲                                     |
| 4月22日  | ガールフレンド（仮） Blu-ray&DVD第4巻特典CD                                                                     | 鴫野睦（津田美波） | 「巡る巡る生徒会Days」 | テレビアニメ『ガールフレンド（仮）』関連曲                                       |
| 7月17日  | THE IDOLM@STER M@STERS OF IDOL WORLD!!2015 Nation Sapphire アンドロイド                                         | 小日向美穂（津田美波） | 「アタシポンコツアンドロイド（小日向美穂ソロ・リミックス）」                                                                                        | ゲーム『アイドルマスター シンデレラガールズ』関連曲                              |
| 7月23日  | アイドルマスター シンデレラガールズ Blu-ray&DVD第3巻完全生産限定版特典ボーカルCD「346Pro IDOL selection vol.2」 | 城ヶ崎美嘉（佳村はるか）、小日向美穂（津田美波） | 「shabon song」 | テレビアニメ『アイドルマスター シンデレラガールズ』関連曲                        |
| 8月22日  | 恋×愛＝イクエイション／リアライズ                                                                               | 三隅倫（津田美波） | 「リアライズ」 | テレビアニメ『おくさまが生徒会長!』エンディングテーマ                            |
| 9月16日  | 蒼き鋼のアルペジオ -アルス・ノヴァ-"Blue Field"キャラクターSongs Vol.2                                          | 八月一日静（東山奈央）、四月一日いおり（津田美波） | 「With you forever」 「Expose」 | テレビアニメ『蒼き鋼のアルペジオ -アルス・ノヴァ-』関連曲                        |
| 10月21日 | モモキュンソード すぺしゃるCD 鬼                                                                                | 鬼姫（津田美波） | 「オニキュンソード」 | Webラジオ『モモキュンソード R!』オープニングテーマ                               |
| 11月11日 | 運命の女神 | I-1club Team S | 「運命の女神 Team S ver.」 | 劇場アニメ『Wake Up, Girls! 青春の影』挿入歌                                     |
| 11月11日 | 運命の女神 | I-1club Team S | 「リトルチャレンジャー 2015 Team S ver.」 | 劇場アニメ『Wake Up, Girls! 青春の影』関連曲                                     |
| 11月18日 | ゆるゆり うた♪ソロ!03 ついておいでよ                                                                            | 船見結衣（津田美波） | 「ついておいでよ」 「あいまいセルフ」 | テレビアニメ『ゆるゆり さん☆ハイ!』関連曲                                        |
| 11月25日 | Classroom☆Crisis 2 完全生産限定版 Blu-ray/DVD 特典CD                                                            | 領家マコト（津田美波） | 「恋しさとせつなさと心強さと」 | テレビアニメ『Classroom☆Crisis』関連曲                                           |
| 2016年   | | | |                                                                                  |
| 1月6日   | Five Drops 02 -honey lemon- 和泉一舞                                                                            | 和泉一舞（津田美波） | 「イブの時代っ！」 「激アツ☆マジヤバ☆チアガール」 「双星ルミネセンス」 「完全無欠の無重力ダイブ」 「cosmic agenda〜一舞edition〜」                  | 音楽配信企画『ひなビタ♪』関連曲                                                  |
| 1月13日  | レザレクション／止まらない未来                                                                                  | I-1club | 「止まらない未来」 | 劇場アニメ『Wake Up, Girls! Beyond the Bottom』挿入歌                            |
| 5月18日  | ゆるゆり さん☆ハイ! Blu-ray&DVD第6巻特典すぺしゃるなさうんどCD その7「みんなでうたおう!」                       | 七森中☆らいぶすたぁ〜ず | 「おひるねゆにばーす（らいぶすたぁ〜ず ver.）」 「あっちゅ〜ま青春!（えんでぃんぐ♪ぱふぉ〜まんすver.）」                                            | テレビアニメ『ゆるゆり さん☆ハイ!』関連曲                                        |
| 6月22日  | ハレルヤ!Shinin'Days                                                                                            | 小早川杏奈（津田美波）、筒井まり（内山夕実） | 「with you」 | テレビアニメ『虹色デイズ』関連曲                                                 |
| 7月13日  | 普通の女子校生が【ろこどる】やってみた。ミュージック・アルバム〜夏の思い出作ってみた。〜                        | 野田硝子（井澤詩織）、柏葉さつき（井澤美香子）、水元美里（津田美波） | 「DecoBocoベストサポーターズ」 | テレビアニメ『普通の女子校生が【ろこどる】やってみた。』関連曲                   |
| 7月27日  | THE IDOLM@STER CINDERELLA GIRLS STARLIGHT MASTER 04 生存本能ヴァルキュリア                                      | 小日向美穂（津田美波） | 「空と風と恋のワルツ」 | ゲーム『アイドルマスター シンデレラガールズ スターライトステージ』関連曲         |
| 10月26日 | THE IDOLM@STER CINDERELLA GIRLS STARLIGHT MASTER 06 Love∞Destiny                                                | 佐久間まゆ（牧野由依）、北条加蓮（渕上舞）、小日向美穂（津田美波）、多田李衣菜（青木瑠璃子）、緒方智絵里（大空直美） | 「Love∞Destiny（M@STER VERSION）」 「Love∞Destiny（GAME VERSION）」                                                                                 | ゲーム『アイドルマスター シンデレラガールズ スターライトステージ』関連曲         |
| 12月14日 | キラキラ☆エクスプローラー／恋にまつわるエトセトラ〜おくさまが生徒会長!+!ミニアルバム〜                          | 三隅倫（津田美波） | 「恋にまつわるエトセトラ〜三隅倫の場合〜」 | テレビアニメ『おくさまが生徒会長!+!』エンディングテーマ                          |
| 12月21日 | ガールフレンド（仮） キャラクターソングシリーズ Vol.01                                                          | nonet | 「Now On Stage!!」 | ゲーム『ガールフレンド（仮）』関連曲                                             |
| 12月21日 | ガールフレンド（仮） キャラクターソングシリーズ Vol.01                                                          | 聖櫻カウンシル | 「清く正しく?School Days」 | ゲーム『ガールフレンド（仮）』関連曲                                             |
| 12月21日 | ガールフレンド（仮） キャラクターソングシリーズ Vol.01                                                          | 鴫野睦（津田美波） | 「巡る巡る生徒会Days」 | ゲーム『ガールフレンド（仮）』関連曲                                             |
| 12月21日 | ガールフレンド（仮） キャラクターソングシリーズ Vol.01                                                          | nonet | 「Winter Chime」 | ゲーム『ガールフレンド（仮）』関連曲                                             |
| 12月21日 | ガールフレンド（仮） キャラクターソングシリーズ Vol.01                                                          | チーム・シンデレラ | 「世界に一つのどこにもない物語」 | ゲーム『ガールフレンド（仮）』関連曲                                             |
| 2017年   | | | |                                                                                  |
| 1月25日  | THE IDOLM@STER CINDERELLA GIRLS VIEWING REVOLUTION Yes! Party Time!!                                            | 小日向美穂（津田美波）、双葉杏（五十嵐裕美）、前川みく（高森奈津美） | 「アタシポンコツアンドロイド」 | ゲーム『アイドルマスター シンデレラガールズ ビューイングレボリューション』関連曲 |
| 2月8日   | THE IDOLM@STER CINDERELLA MASTER EVERMORE                                                                       | 島村卯月（大橋彩香）、渋谷凛（福原綾香）、本田未央（原紗友里）、赤城みりあ（黒沢ともよ）、安部菜々（三宅麻理恵）、神崎蘭子（内田真礼）、小日向美穂（津田美波）、城ヶ崎美嘉（佳村はるか）、城ヶ崎莉嘉（山本希望）、高垣楓（早見沙織）、多田李衣菜（青木瑠璃子）、新田美波（洲崎綾）、双葉杏（五十嵐裕美）、前川みく（高森奈津美）、諸星きらり（松嵜麗） | 「ススメ☆オトメ 〜jewel parade〜」 | ゲーム『アイドルマスター シンデレラガールズ』関連曲                              |
| 2月8日   | OVA「ゆゆ式」主題歌シングル 情報処理部                                                                          | 情報処理部 | 「きらめきっ！の日」 | OVA『ゆゆ式』オープニングテーマ                                                  |
| 2月8日   | OVA「ゆゆ式」主題歌シングル 情報処理部                                                                          | 情報処理部 | 「青空のつくりかた」 | OVA『ゆゆ式』エンディングテーマ                                                  |
| 3月1日   | THE IDOLM@STER CINDERELLA GIRLS STARLIGHT MASTER 09 ラブレター                                                  | 島村卯月（大橋彩香）、小日向美穂（津田美波）、五十嵐響子（種﨑敦美） | 「ラブレター（M@STER VERSION）」 | ゲーム『アイドルマスター シンデレラガールズ スターライトステージ』関連曲         |
| 3月24日  | OVA「ゆゆ式」キャラクターソングアルバム                                                                         | 櫟井唯（津田美波） | 「青春エレジーと飛行機雲」 | OVA『ゆゆ式』関連曲                                                              |
| 3月24日  | OVA「ゆゆ式」キャラクターソングアルバム                                                                         | 野々原ゆずこ（大久保瑠美）、櫟井唯（津田美波） | 「放課後ホワイトボード」 | OVA『ゆゆ式』関連曲                                                              |
| 4月26日  | THE IDOLM@STER CINDERELLA GIRLS LITTLE STARS! キラッ！満開スマイル                                              | 島村卯月（大橋彩香）、小日向美穂（津田美波）、佐久間まゆ（牧野由依）、櫻井桃華（照井春佳）、双葉杏（五十嵐裕美） | 「キラッ！満開スマイル」 | テレビアニメ『アイドルマスター シンデレラガールズ劇場』エンディングテーマ        |
| 5月13日  | THE IDOLM@STER CINDERELLA GIRLS 5thLIVE TOUR Serendipity Parade!!! 宮城・石川・大阪 会場オリジナルCD            | 小日向美穂（津田美波） | 「Love∞Destiny（M@STER VERSION） 小日向美ソロ・リミックス」                                                                                         | ゲーム『アイドルマスター シンデレラガールズ スターライトステージ』関連曲         |
| 5月24日  | アイドルマスター シンデレラガールズ劇場 Blu-ray＆DVD 第1巻 特典CD                                               | 島村卯月（大橋彩香）、小日向美穂（津田美波）、佐久間まゆ（牧野由依）、櫻井桃華（照井春佳）、双葉杏（五十嵐裕美） | 「キラッ！満開スマイル ショートver.」 | テレビアニメ『アイドルマスター シンデレラガールズ劇場』エンディングテーマ        |
| 8月29日  | ID-0 Blu-ray BOX 特装限定版 特典CD                                                                              | ミクリ・マヤ（津田美波）、クレア・ホウジョウ（金元寿子） | 「We are EXCAVATORS!!」 | テレビアニメ『ID-0』関連曲                                                       |
| 9月13日  | THE IDOLM@STER CINDERELLA GIRLS STARLIGHT MASTER 13 Sweet Witches' Night 〜6人目はだぁれ〜                      | 小日向美穂（津田美波）、城ヶ崎美嘉（佳村はるか）、相葉夕美（木村珠莉）、上条春菜（長島光那）、赤城みりあ（黒沢ともよ） | 「shabon song」 | ゲーム『アイドルマスター シンデレラガールズ スターライトステージ』関連曲         |
| 11月1日  | THE IDOLM@STER CINDERELLA GIRLS LITTLE STARS! Blooming Days                                                     | 島村卯月（大橋彩香）、小日向美穂（津田美波） | 「お願い！シンデレラ -しんげきRemix-」 | テレビアニメ『アイドルマスター シンデレラガールズ劇場』関連曲                    |
| 12月13日 | THE IDOLM@STER CINDERELLA GIRLS MASTER SEASONS! WINTER!                                                         | 小日向美穂（津田美波）、城ヶ崎美嘉（佳村はるか）、速水奏（飯田友子） | 「ツインテールの風」 | ゲーム『アイドルマスター シンデレラガールズ』関連曲                              |
| 2018年   | | | |                                                                                  |
| 1月31日  | 君とプログレス/Jewelry Wonderland                                                                               | I-1club | 「君とプログレス」 「Jewelry Wonderland」 | テレビアニメ『Wake Up, Girls! 新章』挿入歌                                       |
| 6月13日  | ウマ娘 プリティーダービー STARTING GATE 12                                                                      | マンハッタンカフェ（小倉唯）、エアシャカール（津田美波）、ナイスネイチャ（前田佳織里） | 「Go This Way」 「うまぴょい伝説」 | ゲーム『ウマ娘 プリティーダービー 』関連曲                                       |
| 6月13日  | ウマ娘 プリティーダービー STARTING GATE 12                                                                      | エアシャカール（津田美波） | 「Air Race」 | ゲーム『ウマ娘 プリティーダービー 』関連曲                                       |
| 9月8日   | THE IDOLM@STER CINDERELLA GIRLS SS3A Live Sound Booth♪ 会場オリジナルCD                                         | 小日向美穂（津田美波） | 「ラブレター（M@STER VERSION）」 | ゲーム『アイドルマスター シンデレラガールズ スターライトステージ』関連曲         |
| 11月30日 | THE IDOLM@STER CINDERELLA GIRLS 6thLIVE MERRY-GO-ROUNDOME!!! MASTER SEASONS WINTER! SOLO REMIX                  | 小日向美穂（津田美波） | 「ツインテールの風」 | ゲーム『アイドルマスター シンデレラガールズ』関連曲                              |
| 2019年   | | | |                                                                                  |
| 7月17日  | THE IDOLM@STER CINDERELLA GIRLS STARLIGHT MASTER 30 ガールズ・イン・ザ・フロンティア                            | 渋谷凛（福原綾香）、早坂美玲（朝井彩加）、木村夏樹（安野希世乃）、小日向美穂（津田美波）、塩見周子（ルゥティン） | 「ガールズ・イン・ザ・フロンティア（M@STER VERSION）」                                                                                              | ゲーム『アイドルマスター シンデレラガールズ スターライトステージ』関連曲         |
| 8月14日  | THE IDOLM@STER CINDERELLA GIRLS STARLIGHT MASTER 31 Pretty Liar                                                 | 島村卯月（大橋彩香）、小日向美穂（津田美波）、五十嵐響子（種﨑敦美）、渋谷凛（福原綾香）、北条加蓮（渕上舞）、神谷奈緒（松井恵理子）、本田未央（原紗友里）、日野茜（赤﨑千夏）、高森藍子（金子有希） | 「Stage Bye Stage」 | ゲーム『アイドルマスター シンデレラガールズ スターライトステージ』関連曲         |
| 2020年   | | | |                                                                                  |
| 1月8日   | THE IDOLM@STER CINDERELLA GIRLS STARLIGHT MASTER 35 Palette                                                     | 島村卯月（大橋彩香）、小日向美穂（津田美波）、五十嵐響子（種﨑敦美） | 「Palette（M@STER VERSION）」 | ゲーム『アイドルマスター シンデレラガールズ スターライトステージ』関連曲         |
| 2月19日  | THE IDOLM@STER CINDERELLA MASTER 3chord for the Dance!                                                          | 小日向美穂（津田美波）、佐藤心（花守ゆみり）、北条加蓮（渕上舞） | 「躍るFLAGSHIP」 | ゲーム『アイドルマスター シンデレラガールズ』関連曲                              |
| 10月7日  | THE IDOLM@STER CINDERELLA GIRLS Live Broadcast 24magic 〜シンデレラたちの24時間生放送！〜 オリジナルCD          | 小日向美穂（津田美波） | 「ガールズ・イン・ザ・フロンティア（M@STER VERSION）」                                                                                              | ゲーム『アイドルマスター シンデレラガールズ スターライトステージ』関連曲         |
| 10月7日  | THE IDOLM@STER CINDERELLA GIRLS STARLIGHT MASTER GOLD RUSH! 02 太陽の絵の具箱                                   | 日野茜（赤﨑千夏）、神谷奈緒（松井恵理子）、小日向美穂（津田美波） | 「OVER THE SKY」 | ゲーム『アイドルマスター シンデレラガールズ スターライトステージ』関連曲         |
| 2021年   | | | |                                                                                  |
| 2月17日  | THE IDOLM@STER CINDERELLA GIRLS Broadcast & Live Happy New Yell!!! オリジナルCD                                 | 小日向美穂（津田美波） | 「Palette（M@STER VERSION）」 | ゲーム『アイドルマスター シンデレラガールズ スターライトステージ』関連曲         |
| 3月31日  | ウマ娘 プリティーダービー Season 2 ANIMATION DERBY Season 2 vol.3「Original Sound Track」                       | ミホノブルボン（長谷川育美）、セイウンスカイ（鬼頭明里）、アグネスタキオン（上坂すみれ）、テイエムオペラオー（徳井青空）、エアシャカール（津田美波）、ゴールドシップ（上田瞳）、ナリタタイシン（渡部恵子） | 「Enjoy and Join」 | OVA『ウマ娘 プリティーダービー』エンディングテーマ                               |
| 5月12日  | ガールズ&パンツァー 最終章 Episode1〜3 オリジナルサウンドトラック                                               | BC自由学園 | 「La Chanson de l'oignon Sung by BC自由学園 戦車道チーム」                                                                                          | 劇場アニメ『ガールズ&パンツァー 最終章』関連曲                                   |
| 10月13日 | THE IDOLM@STER CINDERELLA GIRLS STARLIGHT MASTER GOLD RUSH! 11 Home Sweet Home                                  | 白坂小梅（桜咲千依）、辻野あかり（梅澤めぐ）、道明寺歌鈴（新田ひより）、佐久間まゆ（牧野由依）、小日向美穂（津田美波） | 「Home Sweet Home（M@STER VERSION）」 | ゲーム『アイドルマスター シンデレラガールズ スターライトステージ』関連曲         |
| 10月13日 | THE IDOLM@STER CINDERELLA GIRLS STARLIGHT MASTER GOLD RUSH! 11 Home Sweet Home                                  | 小日向美穂（津田美波） | 「Home Sweet Home（M@STER VERSION）」 | ゲーム『アイドルマスター シンデレラガールズ スターライトステージ』関連曲         |
| 2022年   | | | |                                                                                  |
| 5月25日  | THE IDOLM@STER CINDERELLA GIRLS STARLIGHT MASTER R/LOCK ON! 05 トロピカルガール                                 | 辻野あかり（梅澤めぐ）、星輝子（松田颯水）、木村夏樹（安野希世乃）、小日向美穂（津田美波）、関裕美（会沢紗弥） | 「徒花ネクロマンシー」 | ゲーム『アイドルマスター シンデレラガールズ スターライトステージ』関連曲         |
| 10月19日 | THE IDOLM@STER CINDERELLA GIRLS STARLIGHT MASTER R/LOCK ON! 09 New bright stars                                 | 小日向美穂（津田美波）、浅利七海（井上ほの花）、桐生つかさ（河瀬茉希）、城ヶ崎美嘉（佳村はるか）、向井拓海（原優子） | 「New bright stars（M@STER VERSION）」 | ゲーム『アイドルマスター シンデレラガールズ スターライトステージ』関連曲         |
| 10月19日 | THE IDOLM@STER CINDERELLA GIRLS STARLIGHT MASTER R/LOCK ON! 09 New bright stars                                 | 小日向美穂（津田美波） | 「New bright stars（M@STER VERSION）」 | ゲーム『アイドルマスター シンデレラガールズ スターライトステージ』関連曲         |
| 2023年   | | | |                                                                                  |
| 2月15日  | ひめごと＊クライシスターズ                                                                                      | ONIMAI SISTERS | 「ひめごと＊クライシスターズ」 | テレビアニメ『お兄ちゃんはおしまい！』エンディングテーマ                         |
| 2月15日  | ひめごと＊クライシスターズ                                                                                      | 穂月もみじ（津田美波） | 「ひめごと＊クライシスターズ」 | テレビアニメ『お兄ちゃんはおしまい！』関連曲                                     |
| 3月29日  | アニメ『うまゆる』アルバム                                                                                      | マルゼンスキー（Lynn）、ダイワスカーレット（木村千咲）、エアシャカール（津田美波）、ツインターボ（花井美春）、ハッピーミーク（吉咲みゆ） | 「Dance 2 Endless Beat」 | Webアニメ『うまゆる』エンディングテーマ                                          |
| 3月29日  | アニメ『うまゆる』アルバム                                                                                      | スペシャルウィーク（和氣あず未）、オグリキャップ（高柳知葉）、ファインモーション（橋本ちなみ）、エアシャカール（津田美波）、マチカネタンホイザ（遠野ひかる） | 「永遠の色彩」 | Webアニメ『うまゆる』エンディングテーマ                                          |
| 3月29日  | アニメ『うまゆる』アルバム                                                                                      | スペシャルウィーク（和氣あず未）、サイレンススズカ（高野麻里佳）、トウカイテイオー（Machico）、マルゼンスキー（Lynn）、オグリキャップ（高柳知葉）、ゴールドシップ（上田瞳）、ウオッカ（大橋彩香）、ダイワスカーレット（木村千咲）、グラスワンダー（前田玲奈）、メジロマックイーン（大西沙織）、エルコンドルパサー（髙橋ミナミ）、テイエムオペラオー（徳井青空）、シンボリルドルフ（田所あずさ）、エアグルーヴ（青木瑠璃子）、アグネスデジタル（鈴木みのり）、セイウンスカイ（鬼頭明里）、ファインモーション（橋本ちなみ）、マヤノトップガン（星谷美緒）、ユキノビジン（山本希望）、アグネスタキオン（上坂すみれ）、イナリワン（井上遥乃）、ウイニングチケット（渡部優衣）、エアシャカール（津田美波）、トーセンジョーダン（鈴木絵理）、ナカヤマフェスタ（下地紫野）、ナリタタイシン（渡部恵子）、ハルウララ（首藤志奈）、マチカネフクキタル（新田ひより）、メイショウドトウ（和多田美咲）、キングヘイロー（佐伯伊織）、マチカネタンホイザ（遠野ひかる）、ダイタクヘリオス（山根綺）、ツインターボ（花井美春）、シリウスシンボリ（ファイルーズあい）、ツルマルツヨシ（青山吉能）、シンボリクリスエス（春川芽生）、タニノギムレット（松岡美里）、ハッピーミーク（吉咲みゆ） | 「うまぴょい伝説（Game Size）」 | Webアニメ『うまゆる』エンディングテーマ                                          |
| 8月23日  | THE IDOLM@STER CINDERELLA GIRLS STARLIGHT MASTER PLATINUM NUMBER 06 Isosceles                                   | 小日向美穂（津田美波）、藤原肇（鈴木みのり） | 「Isosceles（M@STER VERSION）」 | ゲーム『アイドルマスター シンデレラガールズ スターライトステージ』関連曲         |
| 8月23日  | THE IDOLM@STER CINDERELLA GIRLS STARLIGHT MASTER PLATINUM NUMBER 06 Isosceles                                   | 小日向美穂（津田美波） | 「Isosceles（M@STER VERSION）」 | ゲーム『アイドルマスター シンデレラガールズ スターライトステージ』関連曲         |
| 9月13日  | ウマ娘 プリティーダービー WINNING LIVE 14                                                                       | ゴールドシップ（上田瞳）、ウオッカ（大橋彩香）、エルコンドルパサー（髙橋ミナミ）、マンハッタンカフェ（小倉唯）、エアシャカール（津田美波）、エイシンフラッシュ（藤野彩水）、ナカヤマフェスタ（下地紫野）、サトノダイヤモンド（立花日菜）、キタサンブラック（矢野妃菜喜）、シリウスシンボリ（ファイルーズあい）、サクラローレル（真野美月）、ネオユニヴァース（白石晴香）、タップダンスシチー（篠田みなみ） | 「L’Arc de gloire」 | ゲーム『ウマ娘 プリティーダービー』関連曲                                        |
| 9月13日  | ウマ娘 プリティーダービー WINNING LIVE 14                                                                       | ゴールドシップ（上田瞳）、ウオッカ（大橋彩香）、エルコンドルパサー（髙橋ミナミ）、マンハッタンカフェ（小倉唯）、エアシャカール（津田美波）、エイシンフラッシュ（藤野彩水）、ゴールドシチー（香坂さき）、トーセンジョーダン（鈴木絵理）、ナカヤマフェスタ（下地紫野）、メジロパーマー（のぐちゆり）、ダイタクヘリオス（山根綺）、サトノダイヤモンド（立花日菜）、キタサンブラック（矢野妃菜喜）、シリウスシンボリ（ファイルーズあい）、サクラローレル（真野美月）、ネオユニヴァース（白石晴香）、タップダンスシチー（篠田みなみ） | 「うまぴょい伝説」 | ゲーム『ウマ娘 プリティーダービー』関連曲                                        |
| 9月16日  | ウマ娘 プリティーダービー Solo Vocal Tracks Vol.7 5th EVENT ARENA TOUR GO BEYOND -GAZE-                         | エアシャカール（津田美波） | 「Ms. VICTORIA（Game Size）」 「DRAMATIC JOURNEY（Game Size）」                                                                                     | ゲーム『ウマ娘 プリティーダービー』関連曲                                        |
| 11月15日 | THE IDOLM@STER CINDERELLA GIRLS STARLIGHT MASTER PLATINUM NUMBER 12 Night Time Wander                           | 神谷奈緒（松井恵理子）、日野茜（赤﨑千夏）、小日向美穂（津田美波） | 「Chai Maxx」 | ゲーム『アイドルマスター シンデレラガールズ スターライトステージ』関連曲         |
| 2024年   | | | |                                                                                  |
| 3月27日  | TVアニメ「魔法少女にあこがれて」オリジナルサウンドトラック                                                      | マジアベーゼ（和泉風花）、レオパルト（古賀葵）、ネロアリス（杉浦しおり）、ロコムジカ（相坂優歌）、ルベルブルーメ（津田美波） | 「とげとげサディスティック」 | テレビアニメ『魔法少女にあこがれて』エンディングテーマ                           |
| 5月15日  | THE IDOLM@STER CINDERELLA GIRLS STARLIGHT MASTER HEART TICKER! 06 Come to you                                   | 小日向美穂（津田美波）、渋谷凛（福原綾香）、本田未央（原紗友里） | 「Come to you（M@STER VERSION）」 | ゲーム『アイドルマスター シンデレラガールズ スターライトステージ』関連曲         |
| 5月15日  | THE IDOLM@STER CINDERELLA GIRLS STARLIGHT MASTER HEART TICKER! 06 Come to you                                   | 小日向美穂（津田美波） | 「Come to you（M@STER VERSION）」 | ゲーム『アイドルマスター シンデレラガールズ スターライトステージ』関連曲         |
| 5月24日  | 劇場版『ウマ娘 プリティーダービー 新時代の扉』オリジナル・サウンドトラック                                      | ジャングルポケット（藤本侑里）、アグネスタキオン（上坂すみれ）、マンハッタンカフェ（小倉唯）、ダンツフレーム（福嶋晴菜）、フジキセキ（松井恵理子）、テイエムオペラオー（徳井青空）、ナリタトップロード（中村カンナ）、メイショウドトウ（和多田美咲）、アドマイヤベガ（咲々木瞳）、オグリキャップ（高柳知葉）、ダイワスカーレット（木村千咲）、アグネスデジタル（鈴木みのり）、ユキノビジン（山本希望）、ライスシャワー（石見舞菜香）、エアシャカール（津田美波）、カレンチャン（篠原侑）、ゴールドシチー（香坂さき）、トーセンジョーダン（鈴木絵理）、ハルウララ（首藤志奈）、キングヘイロー（佐伯伊織）、ヒシミラクル（春日さくら） | 「うまぴょい伝説」 | 劇場アニメ『ウマ娘 プリティーダービー 新時代の扉』エンディングテーマ             |
| 8月31日  | ウマ娘 プリティーダービー Solo Vocal Tracks Vol.10 Twinkle Circle! in HAKODATE                                  | エアシャカール（津田美波） | 「L'Arc de gloire（Game Size）」 | ゲーム『ウマ娘 プリティーダービー』関連曲                                        |

### その他参加楽曲
| 発売日        | 商品名              | 歌                               | 楽曲                    | 備考                                                     |
| ------------- | ------------------- | -------------------------------- | ----------------------- | -------------------------------------------------------- |
| 2012年6月24日 | Sing a Song Aloud!! | 津田美波、佐々木智代、原嶋あかり | 「Sing a Song Aloud!!」 | Webラジオ『ハマテレビジョン』テーマソング                |
| 2020年1月     | Colorful Toy Chest  | 金子有希、津田美波               | 「CROSS×SIGNAL」        | クラウドファンディングプロジェクト『光る猫爪』リターン品 |

## ライブ・イベント

### 合同ライブ
| 出演日               | タイトル                                                                                          | 会場                                        |
| -------------------- | ------------------------------------------------------------------------------------------------- | ------------------------------------------- |
| 2014年1月25日        | リスアニ! LIVE 4 SATURDAY STAGE                                                                   | 日本武道館（東京都）                        |
| 2014年4月5日・6日    | THE IDOLM@STER CINDERELLA GIRLS 1stLIVE WONDERFUL M@GIC!!                                         | 舞浜アンフィシアター（千葉県）              |
| 2014年12月14日       | Wake Up, Girls!Festa.2014 Winter 〜Wake Up, Girls! VS I-1club〜                                   | 幕張メッセ国際展示場 5番ホール（千葉県）    |
| 2015年1月24日        | リスアニ! LIVE 5 SATURDAY STAGE                                                                   | 日本武道館（東京都）                        |
| 2015年11月28日       | THE IDOLM@STER CINDERELLA GIRLS 3rdLIVE シンデレラの舞踏会 - Power of Smile -                     | 幕張メッセ国際展示場 9-11番ホール（千葉県） |
| 2015年12月19日       | 「蒼き鋼のアルペジオ –アルス・ノヴァ-」Character Songs LIVE “Blue Field”～Finale～                | よこすか芸術劇場（神奈川県）                |
| 2016年9月3日・4日    | THE IDOLM@STER CINDERELLA GIRLS 4thLIVE TriCastle Story Starlight Castle                          | 神戸ワールド記念ホール（兵庫県）            |
| 2016年12月11日       | Wake Up, Girls!Festa. 2016 SUPER LIVE                                                             | 幕張メッセ国際展示場（千葉県）              |
| 2017年5月27日・28日  | THE IDOLM@STER CINDERELLA GIRLS 5thLIVE TOUR Serendipity Parade!!! 石川公演                       | 石川県産業展示館4号館（石川県）             |
| 2017年6月24日・25日  | THE IDOLM@STER CINDERELLA GIRLS 5thLIVE TOUR Serendipity Parade!!! 静岡公演                       | エコパアリーナ（静岡県）                    |
| 2017年8月13日        | THE IDOLM@STER CINDERELLA GIRLS 5thLIVE TOUR Serendipity Parade!!! さいたまスーパーアリーナ公演   | さいたまスーパーアリーナ（埼玉県）          |
| 2017年11月19日       | アイドルマスター シンデレラガールズ 6th Anniversary Memorial Party                                | 舞浜アンフィシアター（千葉県）              |
| 2017年12月10日       | Wake Up, Girls！Festa.2017 TRINITY                                                                | 幕張メッセ国際展示場（千葉県）              |
| 2018年7月29日        | EDP presents ここなつワンマンライブ2018〜ミライコウシン〜                                         | 品川インターシティホール（東京都）          |
| 2018年9月8日・9日    | THE IDOLM@STER CINDERELLA GIRLS SS3A Live Sound Booth♪                                            | ヤマダグリーンドーム前橋（群馬県）          |
| 2018年12月1日・2日   | THE IDOLM@STER CINDERELLA GIRLS 6thLIVE MERRY-GO-ROUNDOME!!!                                      | ナゴヤドーム（愛知県）                      |
| 2018年12月30日       | EDP presents ひなビタ♪ライブ2018 〜Sweet Smile Pajamas Party〜                                    | 豊洲PIT（東京都）                           |
| 2020年2月15日・16日  | THE IDOLM@STER CINDERELLA GIRLS 7thLIVE TOUR Special 3chord♪ Glowing Rock!                        | 京セラドーム大阪（大阪府）                  |
| 2021年1月10日        | THE IDOLM@STER CINDERELLA GIRLS Broadcast & LIVE Happy New Yell!!!                                | 幕張メッセ国際展示場 1-3番ホール（千葉県）  |
| 2022年1月29日・30日  | THE IDOLM@STER CINDERELLA GIRLS 10th ANNIVERSARY M@GICAL WONDERLAND TOUR!!! Tropical Land         | ライブ配信（ASOBISTAGE）                    |
| 2022年4月2日・3日    | THE IDOLM@STER CINDERELLA GIRLS 10th ANNIVERSARY M@GICAL WONDERLAND!!!                            | ベルーナドーム（埼玉県）                    |
| 2022年11月26日・27日 | THE IDOLM@STER CINDERELLA GIRLS Twinkle LIVE Constellation Gradation                              | ベルーナドーム（埼玉県）                    |
| 2024年3月10日        | THE IDOLM@STER CINDERELLA GIRLS UNIT LIVE TOUR ConnecTrip! 岩手公演                               | トーサイクラシックホール岩手                |
| 2025年6月28日・29日  | THE IDOLM@STER CINDERELLA GIRLS STARLIGHT STAGE 10th ANNIVERSARY TOUR Let’s AMUSEMENT!!! 福岡公演 | マリンメッセ福岡                            |

## 書籍

### フォトブック
- 津田美波フォトブック「ミナミのコバコ」（2018年12月25日、学研プラス、ISBN 978-4-05-800982-6）

### シリーズ一覧
1. ↑  第1期（2010年 - 2012年）、第2期『シーズン2』（2012年 - 2013年）
2. ↑  第1期（2011年）、第2期『ゆるゆり♪♪』（2012年）、特別編『ゆるゆり なちゅやちゅみ!+』（2015年）、第3期『ゆるゆり さん☆ハイ！』（2015年）
3. ↑  第2期『S』（2013年）、第3期『T』（2020年）
4. ↑  第1期（2014年）、第2期『新章』（2017年）
5. ↑  第1期（2015年）、第2期『＋!』（2016年）
6. ↑  第1部（2016年 - 2017年）、第2部（2017年 - 2018年）
7. ↑  第1期（2017年）、第2期（2019年）
8. ↑  第2期（2017年）、第3期（2018年）、第4期『CLIMAX SEASON』（2019年）
9. ↑  第1シーズン（2018年）、第2シーズン（2019年）
10. ↑  第1期『1st season』（2019年）、第2期『2nd season』（2020年）
11. ↑  第1クール（2023年）、第2クール（2023年）
12. ↑  『Wake Up, Girls! 七人のアイドル』（2014年）、『Wake Up, Girls! 青春の影』（2015年）、『Wake Up, Girls! Beyond the Bottom』（2015年）
13. ↑  第1作『DC』、第2作『Cadenza』
14. ↑  『オーズ』（2010年）、『フォーゼ』（2011年）、『超クライマックスヒーローズ』（2012年）
15. ↑  『シンデレラガールズ』（2012年 - 2022年）、『スターライトステージ』（2015年 - 2024年）、『ビューイングレボリューション』（2016年）

### 初出話一覧
1. ↑  第3話初出
2. ↑  第8話初出
3. ↑  第4話初出
4. ↑  第19話初出
5. ↑  第13話初出
6. ↑  第6話初出

### ユニットメンバー
1. ↑  上葉みあ（大久保瑠美）、深山れいな（高森奈津美）、志々美かりん（津田美波）、大瑠璃あやみ（佐倉綾音）
2. ↑  ヘイン（伊藤かな恵）、志々美かりん（津田美波）、シユン（金香里）
3. ↑  赤座あかり（三上枝織）、歳納京子（大坪由佳）、船見結衣（津田美波）、吉川ちなつ（大久保瑠美）、杉浦綾乃（藤田咲）、池田千歳（豊崎愛生）、大室櫻子（加藤英美里）、古谷向日葵（三森すずこ）、ミラクるん（竹達彩奈）
4. 1 2 3  和泉一舞（津田美波）
5. ↑  島村卯月（大橋彩香）、小日向美穂（津田美波）、三村かな子（大坪由佳）、渋谷凛（福原綾香）、多田李衣菜（青木瑠璃子）、神崎蘭子（内田真礼）、本田未央（原紗友里）、城ヶ崎美嘉（佳村はるか）、城ヶ崎莉嘉（山本希望）
6. ↑  島村卯月（大橋彩香）、小日向美穂（津田美波）、三村かな子（大坪由佳）
7. 1 2 3  大久保瑠美、津田美波、種田梨沙
8. 1 2 3 4  山形まり花（日高里菜）、和泉一舞（津田美波）、芽兎めう（五十嵐裕美）、春日咲子（山口愛）、霜月凛（水原薫）
9. ↑  袴田かげつ（瀬戸麻沙美）、ミミ・バルゲリー（久野美咲）、竹中椿（津田美波）、竹中柊（洲崎綾）、藤井雅美（種田梨沙）
10. 1 2  山形まり花（日高里菜）、和泉一舞（津田美波）
11. 1 2  和泉一舞（津田美波）、霜月凛（水原薫）
12. 1 2  本多真梨子、水瀬いのり、荒浪和沙、内田真礼、津田美波
13. ↑  吉岡茉祐、加藤英美里、大坪由佳、津田美波
14. 1 2  大坪由佳、加藤英美里、津田美波、福原香織、山本希望、明坂聡美、安野希世乃
15. 1 2  和泉一舞（津田美波）、芽兎めう（五十嵐裕美）
16. 1 2  ミュース（相坂優歌）、シルフィー（黒沢ともよ）、コボリー（三上枝織）、サーラマ（津田美波）
17. ↑  高森奈津美、津田美波、竹達彩奈、相沢舞
18. 1 2  和泉一舞（津田美波）、春日咲子（山口愛）
19. ↑  東雲夏陽（日南結里）、東雲心菜（小澤亜李）
20. ↑  大坪由佳、加藤英美里、津田美波、福原香織
21. 1 2  山本希望、加藤英美里、津田美波、福原香織、明坂聡美、安野希世乃、上田麗奈
22. ↑  赤座あかり（三上枝織）、歳納京子（大坪由佳）、船見結衣（津田美波）、吉川ちなつ（大久保瑠美）、杉浦綾乃（藤田咲）、池田千歳（豊崎愛生）、大室櫻子（加藤英美里）、古谷向日葵（三森すずこ）
23. ↑  神楽坂砂夜（寿美菜子）、クロエ・ルメール（丹下桜）、椎名心実（佐藤聡美）、鴫野睦（津田美波）、村上文緒（名塚佳織）
24. ↑  天都かなた（井上喜久子）、鴫野睦（津田美波）、篠宮りさ（日笠陽子）
25. ↑  朝比奈桃子（小倉唯）、神楽坂砂夜（寿美菜子）、椎名心実（佐藤聡美）、櫻井明音（佐藤利奈）、クロエ・ルメール（丹下桜）、鴫野睦（津田美波）、村上文緒（名塚佳織）、風町陽歌（早見沙織）
26. ↑  朝比奈桃子（小倉唯）、久仁城雅（斎藤千和）、椎名心実（佐藤聡美）、クロエ・ルメール（丹下桜）、神楽坂砂夜（寿美菜子）、鴫野睦（津田美波）
27. ↑  押田（安済知佳）、安藤（津田美波）、マリー（原由実）
28. ↑  緒山まひろ（高野麻里佳）、緒山みはり（石原夏織）、穂月かえで（金元寿子）、穂月もみじ（津田美波）